# Olena Petrova
Pour les articles homonymes, voir Petrova.
Olena Iouriïvna Petrova (en ukrainien : Олена Юріївна Петрова), née le 24 septembre 1972 à Moscou (RSFS de Russie, Union soviétique), est une biathlète ukrainienne.
Médaillée d'argent à l'individuel aux Jeux olympiques de Nagano en 1998, elle est porte-drapeau de l'Ukraine aux Jeux de Salt Lake City en 2002. Elle compte une victoire en Coupe du monde obtenue à Ruhpolding durant la saison 1998-1999. Elle est aussi en réussite aux Championnats du monde, remportant dix médailles, dont quatre individuellement.

## Biographie
Après l'éclatement de l'URSS, Petrova doit rejoindre l'équipe ukrainienne en raison de la concurrence intense en équipe de Russie.
Pour sa première course dans la Coupe du monde en 1993, l'élite du biathlon, elle prend la onzième place à Pokljuka. Elle commence à obtenir des résultats dans le top dix dès la saison suivante et se classe cinquième du relais des Jeux olympiques de Lillehammer. En 1994-1995, elle se rapproche du podium avec une quatrième place à l'individuel de Pokljuka, puis monte sur le podium de l'épreuve par équipes à Oberhof. Elle ouvre son palmarès individuel aux Championnats du monde 1996 à Ruhpolding, prenant la médaille de bronze sur l'individuel, gagnée par Emmanuelle Claret. Elle y ajoute deux podiums à son compteur, avec la médaille de bronze au relais et celle d'argent à la course par équipes.
Durant sa carrière, son point fort s'avère être la précision au tir.
Elle prend sa retraite sportive et devient entraîneur pour les jeunes.

## Palmarès

### Jeux olympiques
| Épreuve / Édition                   | Individuel                         | Sprint | Poursuite                        | Départ en masse                  | Relais |
| Jeux olympiques 1994 Lillehammer    | Abandon                            | -      | Épreuve inexistante à cette date | Épreuve inexistante à cette date | 5e     |
| Jeux olympiques 1998 Nagano         | Médaille d'argent, Jeux olympiques | 11e    | Épreuve inexistante à cette date | Épreuve inexistante à cette date | 5e     |
| Jeux olympiques 2002 Salt Lake City | 24e                                | 48e    | -                                | Épreuve inexistante à cette date | 10e    |
| Jeux olympiques 2006 Turin          | 29e                                | 44e    | -                                | -                                | 11e    |

Légende :
- : Médaille d'argent, deuxième place

### Championnats du monde
| Mondiaux \ Épreuve       | individuel                | Sprint                   | Poursuite                        | Départ en masse                  | Relais                    | Course par équipes               | Relais mixte                     |
| 1993 Borovets            | 58e                       | 45e                      | Épreuve inexistante à cette date | Épreuve inexistante à cette date | 6e                        | 6e                               | Épreuve inexistante à cette date |
| 1995 Antholz Anterselva  | 36e                       | 21e                      | Épreuve inexistante à cette date | Épreuve inexistante à cette date | 5e                        | 5e                               | Épreuve inexistante à cette date |
| 1996 Ruhpolding          | Médaille de bronze, monde | 13e                      | Épreuve inexistante à cette date | Épreuve inexistante à cette date | Médaille de bronze, monde | Médaille d'argent, monde         | Épreuve inexistante à cette date |
| 1997 Osrblie             | 10e                       | -                        | -                                | Épreuve inexistante à cette date | 5e                        | Médaille de bronze, monde        | Épreuve inexistante à cette date |
| 1998 Pokljuka Hochfilzen | JO Nagano                 | JO Nagano                | 9e                               | Épreuve inexistante à cette date | JO Nagano                 | 4e                               | Épreuve inexistante à cette date |
| 1999 Kontiolahti Oslo    | 4e                        | 10e                      | 6e                               | Médaille d'argent, monde         | 5e                        | Épreuve inexistante à cette date | Épreuve inexistante à cette date |
| 2000 Oslo                | 7e                        | 20e                      | 20e                              | 12e                              | Médaille de bronze, monde | Épreuve inexistante à cette date | Épreuve inexistante à cette date |
| 2001 Pokljuka            | 4e                        | 28e                      | DNS                              | -                                | Médaille de bronze, monde | Épreuve inexistante à cette date | Épreuve inexistante à cette date |
| 2002 Oslo                | JO Salt Lake City         | JO Salt Lake City        | JO Salt Lake City                | 11e                              | JO Salt Lake City         | Épreuve inexistante à cette date | Épreuve inexistante à cette date |
| 2003 Khanty-Mansiïsk     | 17e                       | Médaille d'argent, monde | 6e                               | 20e                              | Médaille d'argent, monde  | Épreuve inexistante à cette date | Épreuve inexistante à cette date |
| 2004 Oberhof             | Médaille de bronze, monde | -                        | -                                | Abandon                          | 7e                        | Épreuve inexistante à cette date | Épreuve inexistante à cette date |
| 2006 Pokljuka            | Jeux olympiques de Turin  | Jeux olympiques de Turin | Jeux olympiques de Turin         | Jeux olympiques de Turin         | Jeux olympiques de Turin  | Épreuve inexistante à cette date | 9e                               |
| 2007 Antholz Anterselva  | -                         | 17e                      | 14e                              | 13e                              | -                         | Épreuve inexistante à cette date | 10e                              |

Légende :

 : première place, médaille d'or

 : deuxième place, médaille d'argent

 : troisième place, médaille de bronze

 : épreuve inexistante

— : pas de participation à cette épreuve

### Coupe du monde
- Meilleur classement général : 7e en 1999.
- 16 podiums individuels : 1 victoire, 4 deuxièmes places et 11 troisièmes places.
- 2 victoires en relais.

#### Détail des victoires individuelles
| Saison / Épreuve | individuel | Sprint | Poursuite | Mass start | Total |
| 1998-1999        |            |        |           | Ruhpolding | 1     |
| Total            | 0          | 0      | 0         | 1          | 1     |

#### Classements annuels
| Année | Classement général final |
| 1993  | 51e                      |
| 1994  | 32e                      |
| 1995  | 15e                      |
| 1996  | 15e                      |
| 1997  | 45e                      |
| 1998  | 15e                      |
| 1999  | 7e                       |
| 2000  | 9e                       |
| 2001  | 22e                      |
| 2002  | 51e                      |
| 2003  | 33e                      |
| 2004  | 38e                      |
| 2005  | 64e                      |
| 2006  | 54e                      |
| 2007  | 48e                      |

### Championnats d'Europe
- Médaille d'or de la poursuite en 2004.
- Médaille d'argent du sprint en 2004.
- Médaille d'argent de l'individuel en 2003.
- Médaille de bronze du relais en 2007.